# Norsjön, Uppland
Norsjön är en sjö i Norrtälje kommun i Uppland och ingår i Skeboån-Broströmmens kustområde. Sjön har en area på 0,47 kvadratkilometer och ligger 4 meter över havet.

## Delavrinningsområde
Norsjön ingår i det delavrinningsområde (664364-167071) som SMHI kallar för Mynnar i havet. Medelhöjden är 22 meter över havet och ytan är 21,43 kvadratkilometer. Det finns ett avrinningsområde uppströms, och räknas det in blir den ackumulerade arean 39,75 kvadratkilometer. Avrinningsområdets utflöde mynnar i havet. Avrinningsområdet består mestadels av skog (58 procent) och jordbruk (24 procent). Avrinningsområdet har 0,85 kvadratkilometer vattenytor vilket ger det en sjöprocent på 4 procent.